# 12793 Hosinokokai
12793 Hosinokokai este o planetă minoră (asteroid), cu un diametru de 3,366 km, din centura de asteroizi. A fost descoperită pe 30 octombrie 1995 la Nanyo Observatory⁠(d) de 大国富丸⁠(d). 
Obiectul prezintă o orbită caracterizată de o semiaxă mare de 2,260918 UAi, o excentricitate de 0,14, o înclinație de 3,36423 ° în raport cu ecliptica.